# Burton Agnes
Burton Agnes är en ort och civil parish i Storbritannien.   Den ligger i kommunen East Riding of Yorkshire och riksdelen England, i den sydöstra delen av landet, 280 km norr om huvudstaden London. Burton Agnes ligger 23 meter över havet och antalet invånare är 497.
Terrängen runt Burton Agnes är platt. Runt Burton Agnes är det ganska tätbefolkat, med 139 invånare per kvadratkilometer. Närmaste större samhälle är Bridlington, 8,8 km öster om Burton Agnes. Trakten runt Burton Agnes består till största delen av jordbruksmark.